# Друмска кафана
Друмска кафана (енгл. Road House), је акциони филм из 1989. године у режији Роудија Херингтона.

## Радња
Професионални избацивач Џејмс Далтон (Патрик Свејзи) добија посао у ноћном клубу и бару Дабл Дјус (енгл. Double Deuce), који се налази у Џасперу, држава Мисури. У још једном окршају са припитим посетиоцима, Далтон је избоден и одлази у болницу. Тамо упознаје др Елизабет Клеј.
Али живот малог града зависи од рекеташа Бреда Веслија, који се обогатио изнуђивањем новца од локалних предузетника, и нико се не усуђује да узврати.
Вејд Герет, његов стари пријатељ, долази у помоћ Џејмсу. Далтон чисти бар и вади га из Веслијеве сфере утицаја. Весли покушава да натера власника бара Френка Тилмана да настави да плаћа, али Далтон осујети план.
Демонстрирајући свој утицај, Весли пали продавницу Ред Вебстера, уништава Студенмајерове аутомобиле, запали Еметову кућу, од кога Далтон изнајмљује собу. Далтон извлачи Емета из ватре и обрачунава се са Џимијем, насилником који је то урадио. Тада Весли зове Далтона и каже да ће из освете убити једног од њих двојице - Вејда Герета или Елизабет. Далтон жури у болницу. Али Елизабет, која је била сведок Џимијевог убиства, одбија да оде са њим. Далтон се враћа у бар, где проналази убијеног Веда и подругљиву поруку од Веслија.
Тада Далтон стиже у Веслијеву кућу, где се обрачунава са свим својим приврженицима. Али не може да докрајчи рањеног Веслија и покушава да упуца Далтона. Међутим, у овом тренутку се појављују разорени предузетници вароши и обрачунавају се са Веслијем.

## Улоге
| Глумац          | Улога                |
| --------------- | -------------------- |
| Патрик Свејзи   | Џејмс Далтон         |
| Кели Линч       | др. Елизабет Клеј    |
| Сем Елиот       | Вејд Герет           |
| Бен Газара      | Бред Весли           |
| Кевин Тај       | Френк Тилман         |
| Маршал Тиг      | Џими Рино            |
| Кејтлин Вилхојт | Кери Ен              |
| Кит Дејвид      | Ерни Бас нови бармен |